# Antoni Tallander
Antoni Tallander přezdívaný mossèn Borra (Barcelona, ? - Capua, Kampánie, Itálie, 1446) byl katalánský šašek, který působil ve službách několika evropských vládců: Ferdinanda I. Neapolského, Zikmunda Lucemburského, Martina I. Sicilského a Alfonse V. Aragonského.
V profesním i osobním životě byl úspěšný a dočkal se uznání pro své literární nadání a sarkastický vtip, kterým zesměšňoval ješitnost a pýchu.

## Životopis
Ze služeb krále Ferdinanda, vstoupil v roce 1415 do služeb císaře Zikmunda Lucemburského a byl přítomen na kostnickém koncilu. V císařově doprovodu se účastnil na konci roku 1421 tažení proti husitům, během něhož padl do husitského zajetí. Roku 1422 mu císař Zikmund udělil šlechtický titul a erb, zřejmě odměnou za roli, jakou Antoni Tallander sehrál při likvidaci spiknutí, které mělo vydat město Brno do rukou husitů.
V roce 1423 se v doprovodu krále Alfonse V. Aragonského objevil v Barceloně a dalších deset let úspěšně působil převážně v Katalánsku.
Roku 1438 napsal knihu Summa de collacions o de justaments.
Je pohřben v katedrále sv. Eulálie v Barceloně v hrobce připravené v roce 1433, na níž je zobrazen v dvorském oděvu s typickými rolničkami zavěšenými kolem pasu.